# Yuba (cibo)
Lo Yuba (腐皮S, fǔpíP in cinese; ゆば, 湯葉 yuba in giapponese; 유부, yubu in coreano) o pelle di tofu è un cibo derivato dalla soia. Durante la bollitura il latte di soia coagula in superficie una sottile membrana ricca di proteine. Questa membrana viene raccolta e lasciata essiccare in fogli giallognoli. Poiché lo yuba non è prodotto con l'uso di coagulanti, non è da considerarsi propriamente tōfu, ma mantiene comunque consistenza e sapore simili ad alcuni prodotti da esso derivati.
I primi utilizzi dello yuba sono documentati in alcune testimonianze scritte cinesi e giapponesi risalenti al XVI secolo. È largamente usato, fresco, fermentato o essiccato nella cucina cinese, in quella coreana e in quella giapponese.

## Riferimenti storici
Un primo riferimento scritto riguardante lo yuba risale al 1587, in Giappone, nello Matsuya Hisamatsu chakai-ki (Diario di tre generazioni delle cerimonie del tè della famiglia Matsuya). L'autore, Matsuya Hisamasa, afferma semplicemente che la pelle di tōfu è lo strato che si forma in superficie del latte di soia.
Un'altra testimonianza scritta comparve in Cina nel Běncǎo Gāngmù (La grande farmacopea), scritto nel 1578 da Li Shizen e pubblicato nel 1596. Il capitolo 25 afferma:
(Citato da H.T. Huang, 2000)

## Preparazioni

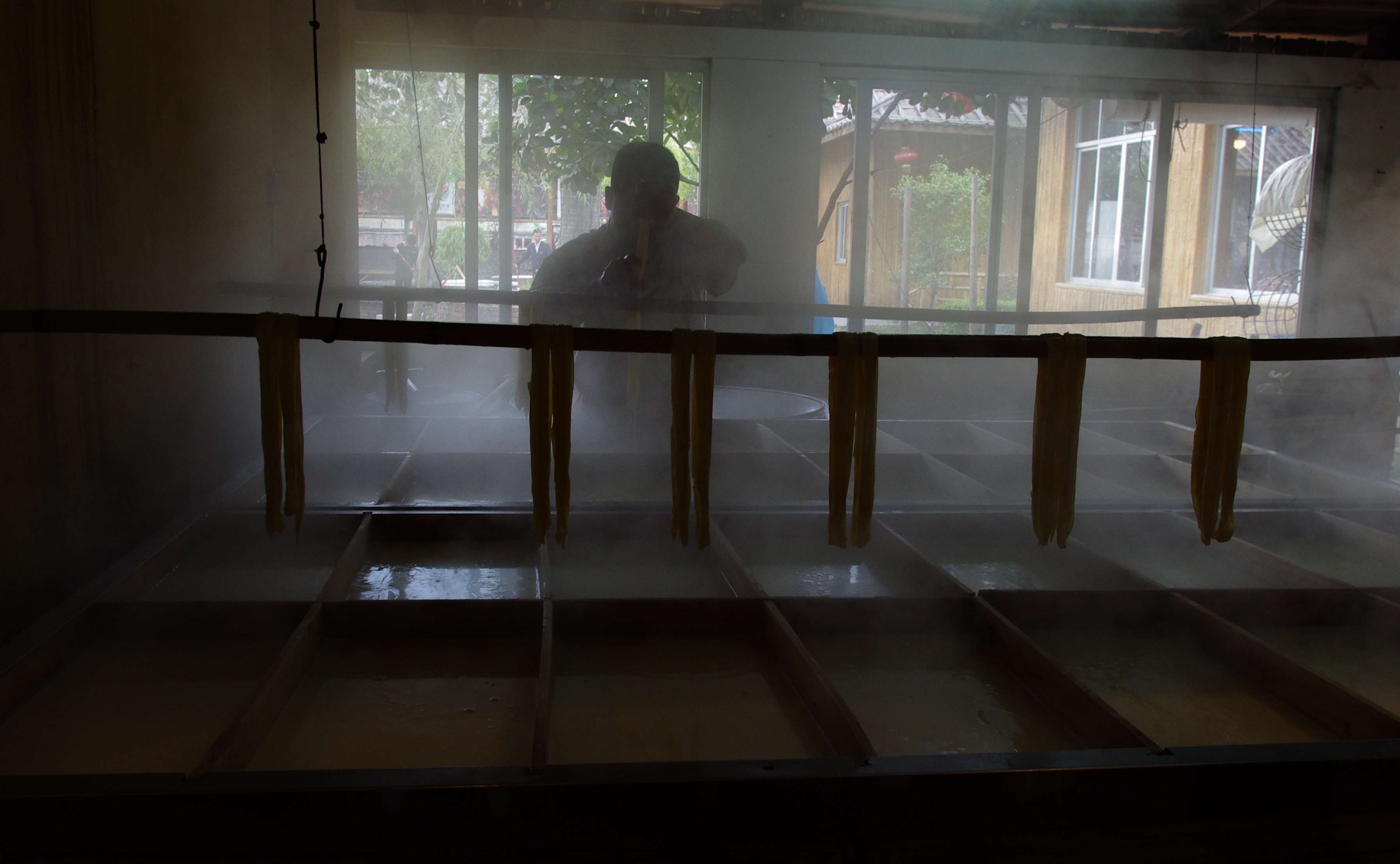
Un operaio rimuove lo yuba formatosi sulla superficie del latte di soia riscaldato

Lo yuba può essere acquistato fresco o essiccato. In questo secondo caso, deve essere reidratato in acqua prima dell'uso. A causa della sua consistenza leggermente gommosa, la pelle di tōfu è anche prodotta in fogli ripiegati e avvolti consumati in sostituzione della carne nella cucina vegetariana.
Lo yuba può essere inoltre usato per avvolgere i dim sum oppure, una volta avvolto e piegato su se stesso, può essere usato per preparare il dòu bāo (豆包S, letteralmente "pacchetto di tofu").

## Varietà

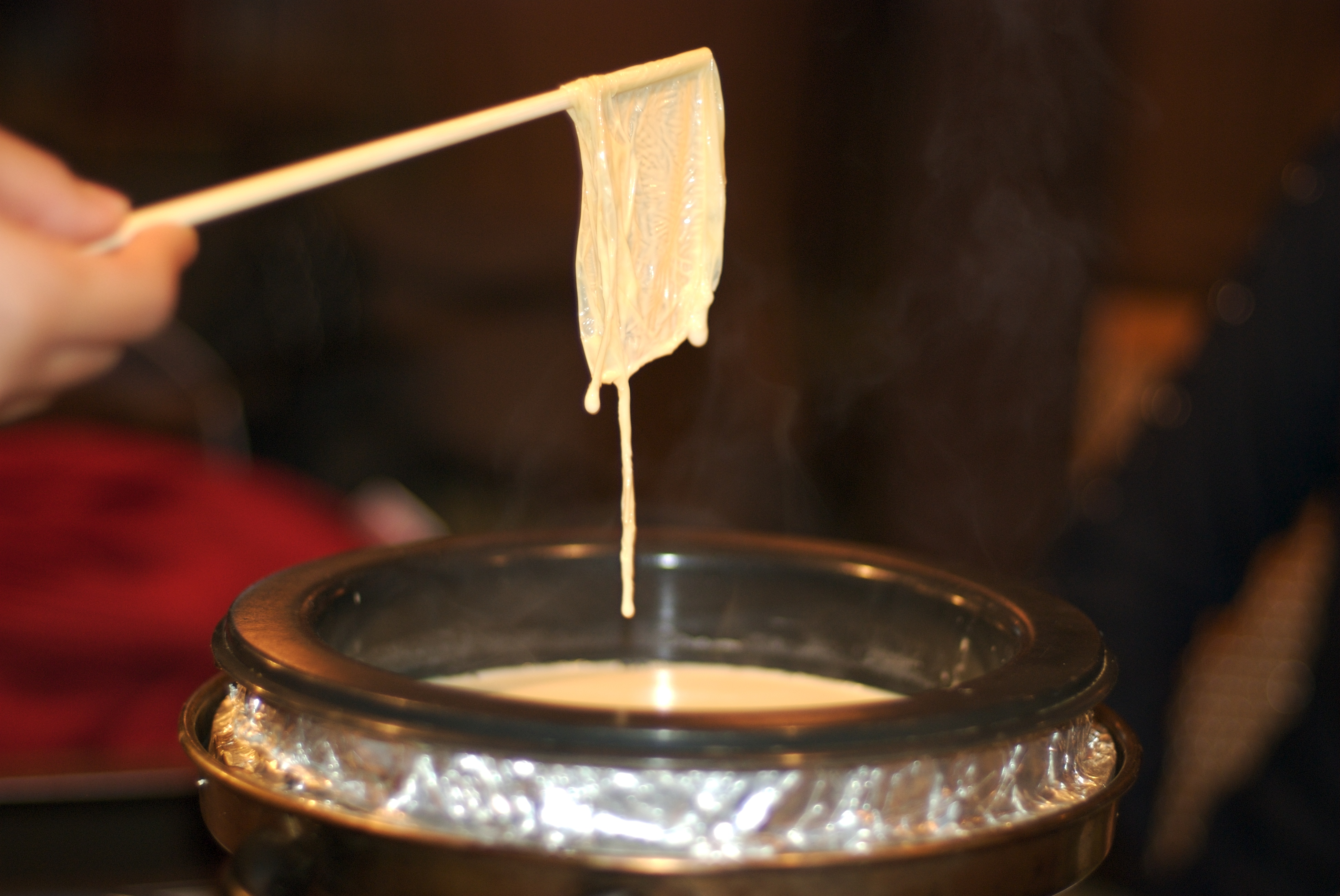
Yuba scremato dal latte di soia caldo

### Fresco, semi idratato ed essiccato
Queste sono le tre varietà principali. Ognuna però si presenta con ulteriori varianti.

### Fuzhu o bastoncini di yuba essiccato
Lo yuba può anche essere venduto sotto forma fuzhu (腐竹S, fǔ zhúP, lett. tōfu bambù).

### Alternativa alla carne
Stratificando e compattando i fogli di yuba in una certa maniera si possono preparare dei tocchetti, ad imitazione del petto di pollo. L'effetto si completa abbrustolendo da un lato i tocchetti, ottenendo così il pollo di tōfu. Se farcito di vegetali invece prende il nome di anatra di tōfu. Allo stesso modo vengono preparate altre alternative alla carne, in special modo nei ristoranti vegetariani buddisti, nell'ambito della cultura cinese.
I primi sostituti della carne al mondo furono prodotti in Cina, probabilmente da cuochi buddisti all'interno di templi o monasteri. Il procedimento più datato consisteva nell'arrotolare fogli di doufu pi, letteralmente pelle di tōfu, attorno a un ripieno tritato di yuba. Il tutto veniva poi legato con uno spago e cotto al vapore, fino ad ottenere una consistenza e un sapore simili alla carne.

## Galleria d'immagini

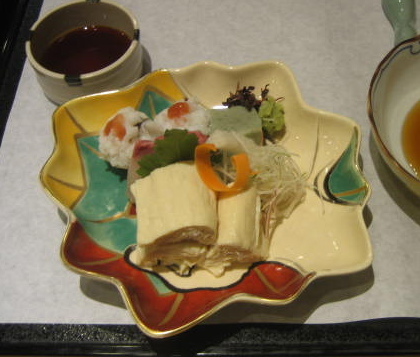
Yuba servito come piatto principale a Kyoto
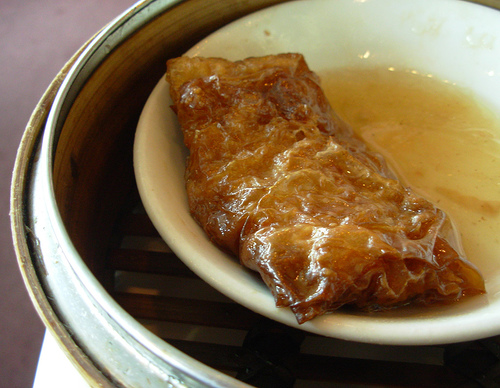
Rotolo di yuba nella cucina dim sum
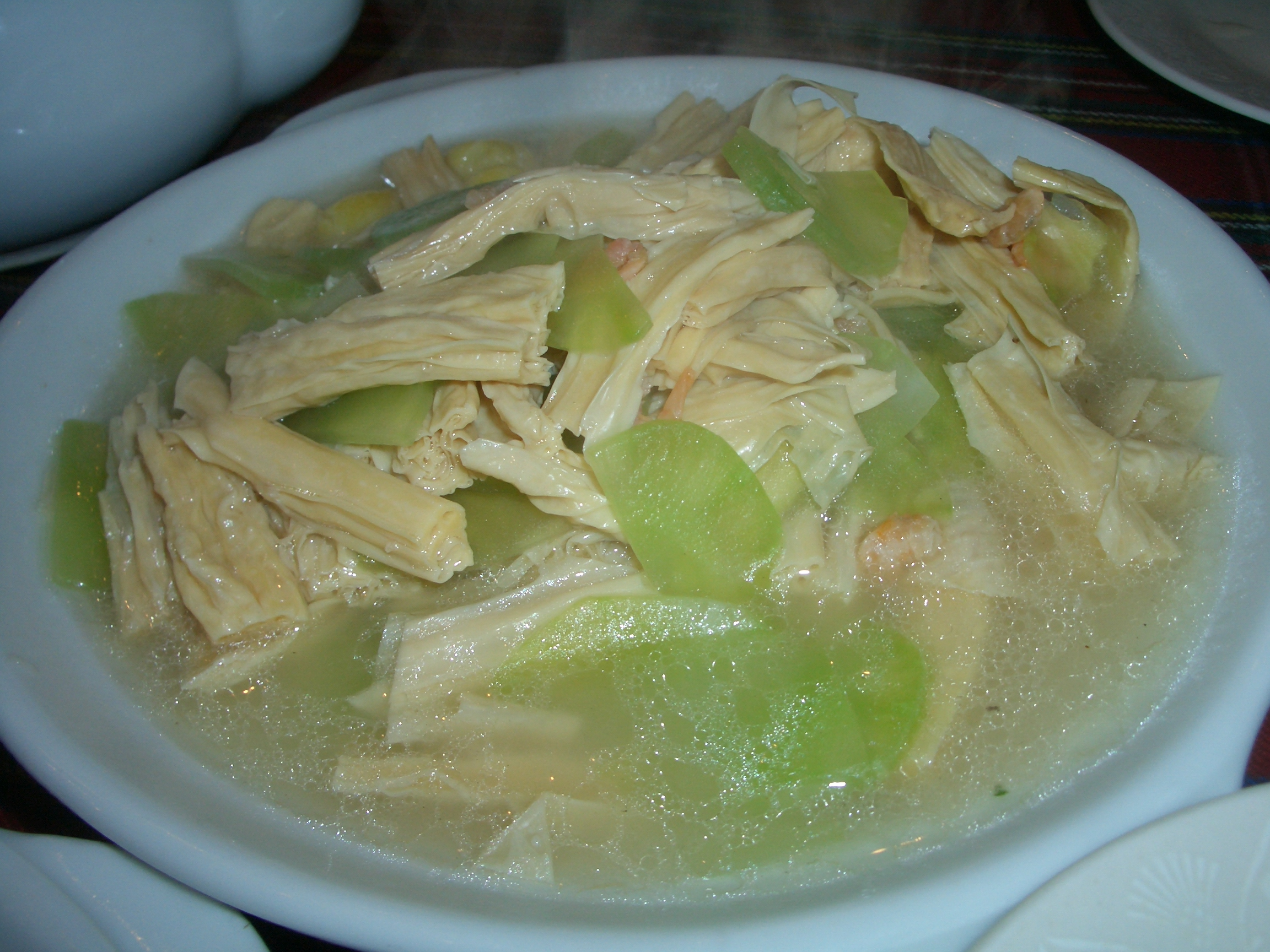
Fuzhu
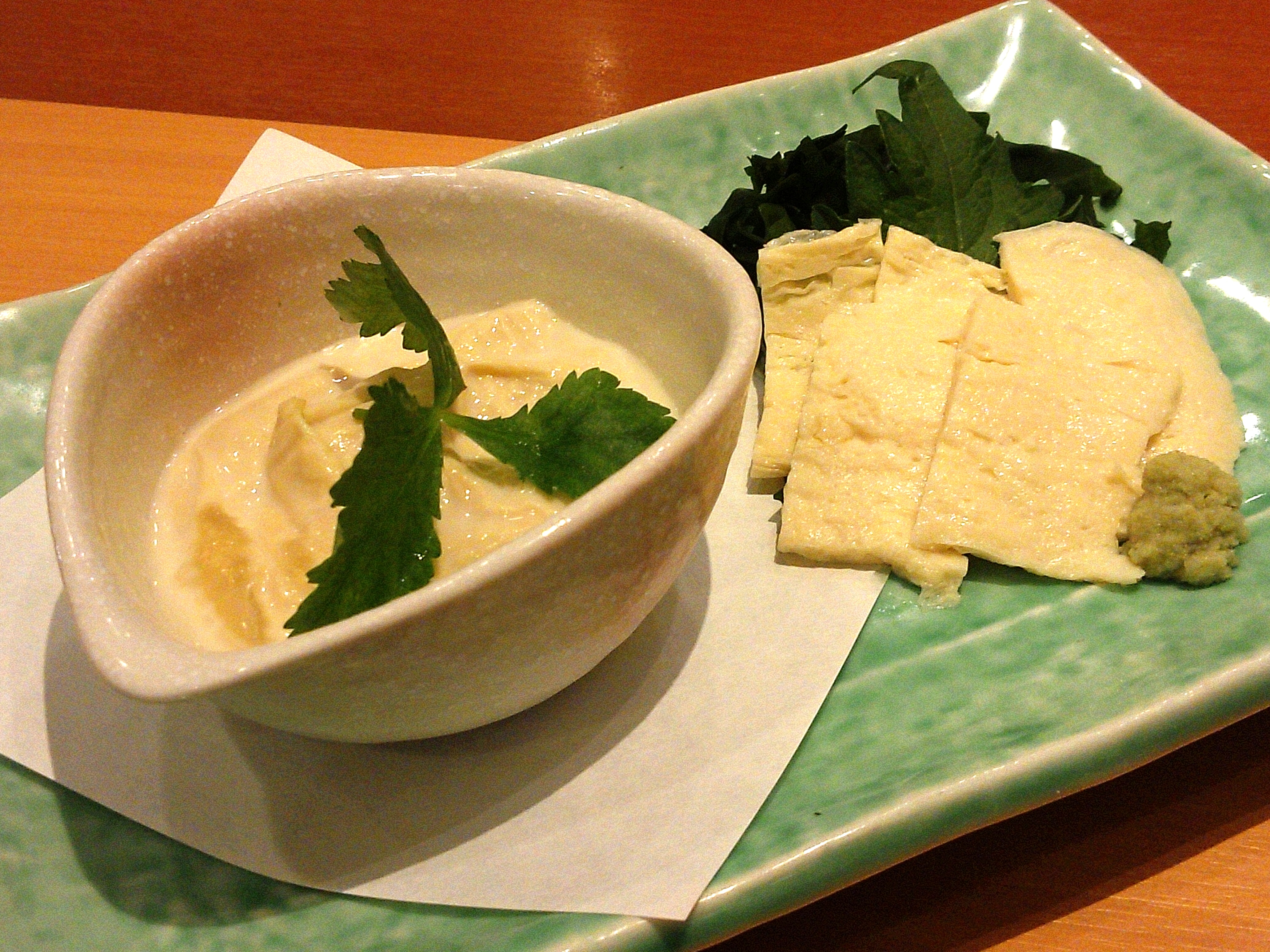
Yuba kumiage e sashimi di yuba